# Cumberland County (Tennessee)
Cumberland County ist ein County im Bundesstaat Tennessee der Vereinigten Staaten. Das U.S. Census Bureau hat bei der Volkszählung 2020 eine Einwohnerzahl von 61.145 ermittelt. Der Verwaltungssitz (County Seat) ist Crossville.

## Geographie
Das County liegt nordöstlich des geographischen Zentrums von Tennessee, ist im Norden etwa 80 km von Kentucky entfernt und hat eine Fläche von 1774 Quadratkilometern, wovon 9 Quadratkilometer Wasserfläche sind. Es grenzt im Uhrzeigersinn an folgende Countys: Fentress County, Morgan County, Roane County, Rhea County, Bledsoe County, Van Buren County, White County und Putnam County.

### Ortschaften
- Crab Orchard
- Crossville
- Fairfield Glade (unincorporated)
- Grassy Cove (unincorporated)
- Lake Tansi (unincorporated)
- Pleasant Hill
- Ozone (unincorporated)

## Geschichte
Cumberland County wurde am 16. November 1855 aus Teilen des Bledsoe-, Morgan-, Putnam-, Rhea-, Roane-, Van Buren und White County gebildet. Benannt wurde es nach den Cumberland Mountains, die sich von Zentral-Tennessee über die östliche Ecke von Kentucky bis nach Virginia ausdehnen.

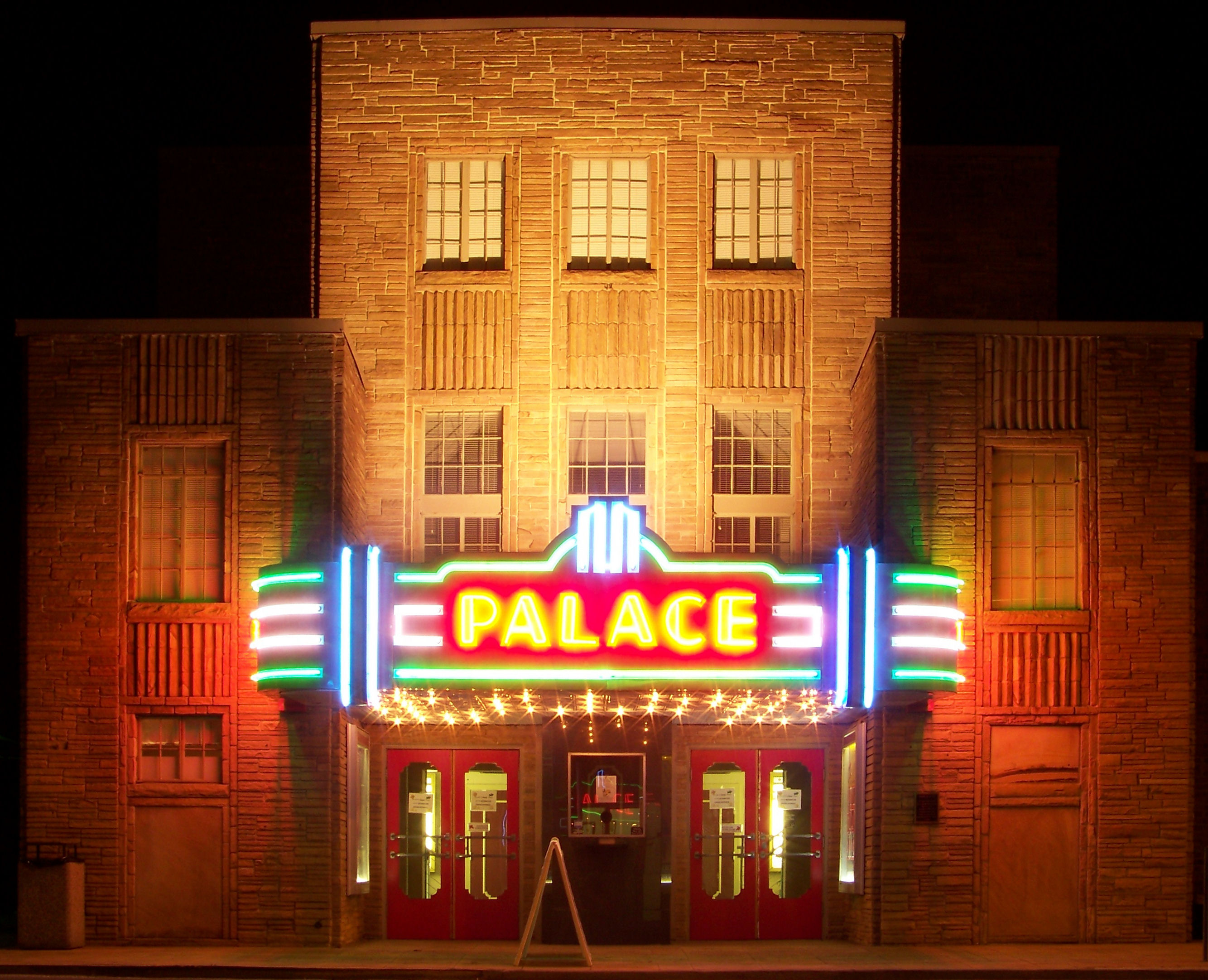
Das Palace Theater ist einer von acht Einträgen des Countys im NRHP.

Acht Bauwerke und Stätten des Countys sind im National Register of Historic Places (NRHP) eingetragen (Stand 13. August 2018).

## Demografische Daten

Alterspyramide Cumberland County

Nach der Volkszählung im Jahr 2000 lebten im Cumberland County 46.802 Menschen in 19.508 Haushalten und 14.513 Familien. Die Bevölkerungsdichte betrug 27 Einwohner pro Quadratkilometer. Ethnisch betrachtet setzte sich die Bevölkerung zusammen aus 98,11 Prozent Weißen, 0,13 Prozent Afroamerikanern, 0,25 Prozent amerikanischen Ureinwohnern, 0,24 Prozent Asiaten, 0,03 Prozent Bewohnern aus dem pazifischen Inselraum und 0,45 Prozent aus anderen ethnischen Gruppen; 0,79 Prozent stammten von zwei oder mehr Ethnien ab. 1,23 Prozent der Bevölkerung waren spanischer oder lateinamerikanischer Abstammung.
Von den 19.508 Haushalten hatten 26,6 Prozent Kinder und Jugendliche unter 18 Jahre, die bei ihnen lebten. 61,8 Prozent waren verheiratete, zusammenlebende Paare, 9,6 Prozent waren allein erziehende Mütter und 25,6 Prozent waren keine Familien. 22,4 Prozent waren Singlehaushalte und in 10,2 Prozent lebten Personen im Alter von 65 Jahren oder darüber. Die Durchschnittshaushaltsgröße betrug 2,37 und die durchschnittliche Haushaltsgröße betrug 2,74 Personen.
21,4 Prozent der Bevölkerung waren unter 18 Jahre alt, 6,7 Prozent zwischen 18 und 24, 25,1 Prozent zwischen 25 und 44, 26,3 Prozent zwischen 45 und 64 und 20,5 Prozent waren älter als 65. Das Durchschnittsalter betrug 42 Jahre. Auf 100 weibliche Personen kamen statistisch 94,4 männliche Personen und auf 100 Frauen im Alter von 18 Jahren und darüber kamen 91,6 Männer.
Das jährliche Durchschnittseinkommen eines Haushalts betrug 30.901 USD, das Durchschnittseinkommen der Familien betrug 35.928 USD. Männer hatten ein Durchschnittseinkommen von 26.559 USD, Frauen 20.644 USD. Das Prokopfeinkommen betrug 16.808 USD. 11,1 Prozent der Familien und 14,7 Prozent der Einwohner lebten unterhalb der Armutsgrenze.